# Dekanat Santa María de los Ángeles (archidiecezja Cartagena de Indias)
Dekanat Santa María de los Ángeles – jeden z 11 dekanatów rzymskokatolickiej archidiecezji Cartagena de Indias w Kolumbii. 
Według stanu na styczeń 2017 w skład dekanatu Santa María de los Ángeles wchodziło 10 parafii rzymskokatolickich. Urząd dziekana sprawował wówczas Atilano Martínez. 

## Lista parafii
Źródło:
| Lp. | Miejscowość         | Parafia                                                 | Grafika | Kościół                                                                       | Adres                                                    | Proboszcz                                      |
| --- | ------------------- | ------------------------------------------------------- | ------- | ----------------------------------------------------------------------------- | -------------------------------------------------------- | ---------------------------------------------- |
| 1   | Cartagena de Indias | Parafia Matki Bożej Anielskiej                          |         | Kościół Matki Bożej Anielskiej w Cartagena de Indias                          | La María Cra 33ª # 45-56, Cartagena                      | ks. Juan Fernando Osorio Muñoz (administrator) |
| 2   | Cartagena de Indias | Parafia św. Jana Chrzciciela de la Salle                |         | Kościół św. Jana Chrzciciela de la Salle w Cartagena de Indias                | Cll.Nueva del Espinal, al lado del Colegio de la Salle.  | ks. Juan Fernando Osorio Muñoz (administrator) |
| 3   | Cartagena de Indias | Parafia Najświętszej Maryi Panny z Góry Karmel          |         | Kościół Najświętszej Maryi Panny z Góry Karmel w Cartagena de Indias          | La Esperanza Cll 37 # 28 – 75, Cartagena                 | ks. Manuel Enrique Torres Meza                 |
| 4   | Cartagena de Indias | Parafia Niepokalanego Poczęcia Najświętszej Maryi Panny |         | Kościół Niepokalanego Poczęcia Najświętszej Maryi Panny w Cartagena de Indias | Las Palmeras Mz.17A Lt.1, Cartagena                      | ks. Ovidio Antonio Sejín Rodelo                |
| 5   | Cartagena de Indias | Parafia Najświętszej Maryi Panny Matki Kościoła         |         | Kościół Najświętszej Maryi Panny Matki Kościoła w Cartagena de Indias         | SOlaya Herrera Sector Central Cll 32B # 64-53, Cartagena | ks. Atilano Martínez                           |
| 6   | Cartagena de Indias | Parafia Imienia Jezus                                   |         | Kościół Imienia Jezus w Cartagena de Indias                                   | Olaya, sector 11 de Noviembre, Calle San Antonio         | ks. Christian Mercado                          |
| 7   | Cartagena de Indias | Parafia św. Karola Boromeusza                           |         | Kościół św. Karola Boromeusza w Cartagena de Indias                           | La Quinta Cr.5ª # 34 – 29, Cartagena                     | ks. José Norman Serna Ríos                     |
| 8   | Cartagena de Indias | Parafia św. Marcina de Porres                           |         | Kościół św. Marcina de Porres w Cartagena de Indias                           | Fredonia Cr 38 esquina, Cartagena                        | ks. Candelario Pérez Castro                    |
| 9   | Cartagena de Indias | Parafia św. Michała Archanioła                          |         | Kościół św. Michała Archanioła w Cartagena de Indias                          | Olaya Herrera, San José Transv.71B, Cartagena            | ks. Rafael Salazar López                       |
| 10  | Cartagena de Indias | Parafia św. Marii Magdaleny                             |         | Kościół św. Marii Magdaleny w Cartagena de Indias                             | Boston Cr 48 # 31B-74 Cll Ana, Cartagena                 | ks. Luis Fernando Velásquez Escobar            |